# آتلي كارلسن
آتلي كارلسن (بالنرويجية البوكمول: Atle Karlsen)‏ هو موسيقي نرويجي، ولد في 27 أغسطس 1960.

## وصلات خارجية
- آتلي كارلسن على موقع IMDb (الإنجليزية)